# Aeria pacifica
Aeria pacifica är en fjärilsart som beskrevs av Frederick DuCane Godman och Osbert Salvin 1879. Aeria pacifica ingår i släktet Aeria och familjen praktfjärilar. Inga underarter finns listade i Catalogue of Life.